# Fred J. Koenekamp
Frederick James Koenekamp, noto come Fred J. Koenekamp (Los Angeles, 11 novembre 1922 – Bonita Springs, 31 maggio 2017), è stato un direttore della fotografia statunitense, vincitore di un premio Oscar per L'inferno di cristallo.
Ottenne tre candidature all'Oscar alla migliore fotografia, la prima nel 1971 per Patton, generale d'acciaio di Franklin J. Schaffner, la seconda nel 1978 per Isole nella corrente di Franklin J. Schaffner e la terza nel 1974 per L'inferno di cristallo di John Guillermin e Irwin Allen, per cui vinse la statuetta assieme a Joseph Biroc.

## Filmografia parziale
- Patton, generale d'acciaio (Patton), regia di Franklin J. Schaffner (1970)
- L'inferno di cristallo (The Towering Inferno), regia di John Guillermin (1974)
- I giustizieri del West (Posse), regia di Kirk Douglas (1975)
- Isole nella corrente (Islands in the Stream), regia di Franklin J. Schaffner (1977)